# Lubomír Balcar
Lubomír Balcar (30. ledna 1913 Brno – 3. března 1968 Olomouc) byl českobratrský duchovní, publicista a spisovatel.

## Život
Od roku 1939 až do své smrti působil jako farář českobratrského sboru v Praze-Strašnicích.
Za 2. světové války redigoval Kostnické jiskry, v 60. letech připravil šest ročníků Evangelického kalendáře. Velké úsilí věnoval přípravě sborníku Církev v proměnách času (1969). Psal básně, povídky a písňové texty, adresované většinou dětskému čtenáři. Je rovněž autorem rozhlasových kázání.

## Z díla
- Vyprávěnky (1948)
- Zvířátka a loupežníci (1968)
- Broučkova dobrodružství (1968)